# Pikwakanagan Indian Reserve
Pikwakanagan Indian Reserve är ett reservat i Kanada.   Det ligger i provinsen Ontario, i den sydöstra delen av landet, 120 km väster om huvudstaden Ottawa.
I omgivningarna runt Pikwakanagan Indian Reserve växer i huvudsak blandskog. Runt Pikwakanagan Indian Reserve är det mycket glesbefolkat, med 6 invånare per kvadratkilometer.